# 尤拉克馬爾卡區

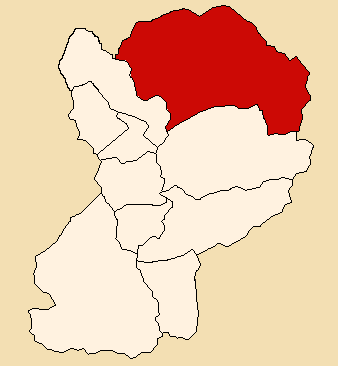

尤拉克馬爾卡區（西班牙語：Distrito de Yuracmarca），是秘魯的一個區，位於該國北部安卡什大區的瓦伊拉斯省，始建於1923年5月9日，面積565.7平方公里，海拔高度1,518米，2005年人口1,897，人口密度為每平方公里3.4人。